# Públio Semprônio Tuditano
Públio Semprônio Tuditano (em latim: Publius Sempronius Tuditanus) foi um político da gente Semprônia da República Romana eleito cônsul em 204 a.C. com Marco Cornélio Cetego. Ficou famoso por liderar a retirada dos sobreviventes romanos até Canúsio depois da desastrosa Batalha de Canas em 216 a.C.. Ele era descendente de um proeminente ramo plebeu da gente Semprônia e é possível que tenha sido sobrinho ou primo do censor Marco Semprônio Tuditano, cônsul em 240 a.C.. O nome de seu pai era Caio (em latim: Gaius ou Caius) segundo os Fastos Consulares.

## Segunda Guerra Púnica

### Batalha de Canas (216 a.C.)
O cônsul Lúcio Emílio Paulo, que morreu em Canas, havia deixado cerca de 10 000 soldados na reserva na outra margem do rio. Após a desastrosa derrota, estes soldados tiveram três opções: entregarem-se a Aníbal, romper as fileiras cartagineses e escapar ou defender a posição e morrer lutando. O menor dos dois acampamentos já estava cercado pelos cartagineses.
O oficial sobrevivente de maior grau naquele fatídico dia era Públio Semprônio Tuditano. Semprônio pediu aos seus homens empunhassem seus escudos, formassem uma parede e o seguissem através das linhas dos exaustos cartagineses. Dos 10 000 homens, apenas 600 se atreveram a seguir Semprônio, pois o restante estavam convencidos de que, caso se entregassem a Aníbal, o Senado pagaria pelo seu resgate. Semprônio e seus 600 homens conseguiram atravessar as linhas cartaginesas, chegaram ao acampamento maior e, de lá, os romanos marcharam para Canúsio, onde obtiveram refúgio. Este ato melhorou incrivelmente a reputação de Tuditano entre o povo e o Senado. Depois disto, o Senado se recusou a pagar o resgate dos homens que se entregaram a Aníbal ou foram capturados com vida, com o príncipe do senado, Tito Mânlio Torquato, citando o exemplo de Tuditano e seu grupo como contraponto à covardia dos que não tentaram escapar.
Este famoso episódio, relatado por Lívio, pode ser traçado através de Lúcio Célio Antípatro até o poeta romano Ênio, mas não aparece em Políbio, que relata, em seu terceiro livro de sua obra "Histórias", que fornece um confiável e detalhado relato dos eventos da Segunda Guerra Púnica entre os anos 219 e 216 a.C. Há, portanto, muitas dúvidas sobre a autenticidade deste episódio.

### Primeiros anos
Dois anos mais tarde, Semprônio foi eleito edil curul e, no ano seguinte, pretor de Arímino. Ele teria supostamente tomado a cidade de Atrinum e manteve-se no cargo pelos dois anos seguintes (212 e 211 a.C.). Novamente, há sérias dúvidas sobre a autenticidade destes relatos de Tuditano como pretor.
Semprônio foi eleito censor em 209 a.C. com Marco Cornélio Cetego, apesar de nenhum deles ter sido cônsul antes. Durante seu mandato, os dois discordaram sobre qual senador deveria ser nomeado príncipe do senado. Tuditano tinha a palavra final e escolheu Fábio Máximo, enquanto Cetego preferia o censor mais velho ainda vivo, como era o costume, Tito Mânlio Torquato. Este precedente permitiu que Roma rompesse com a tradição e, partir daí, o mais destacado senador seria escolhido o príncipe do senado, o que abriu caminho para o jovem Cipião Africano tornar-se príncipe no ano de seu censorado (199 a.C.).
Vale notar que estes dois jovens censores mantiveram-se no cargo durante todo o lustrum, coisa que não se cumpria desde o começo da Segunda Guerra Púnica devido à morte de algum dos censores (normalmente no transcurso de alguma batalha).
Em 205 a.C. Semprônio foi enviado à Grécia como procônsul no lugar de Públio Sulpício Galba Máximo comandando força naval e terrestre para derrotar definitivamente Filipe V da Macedônia no conflito conhecido como Primeira Guerra Macedônica. Semprônio, porém, firmou um tratado com Filipe, conhecido como "Tratado da Fenícia", que foi rapidamente ratificado por um Senado, que pretendia devotar os esforços romanos na guerra na África contra Cartago.

### Consulado (204 a.C.)
Em 204 a.C., Tuditano foi eleito cônsul com seu antigo colega de censorado, Marco Cornélio Cetego, e recebeu o território de Brúcio (moderna Calábria) como sua província para que continuasse a guerra contra Aníbal, cada vez mais encurralado no sul da Itália. Perto de Crotona, foi repelido pelos cartagineses, perdendo 1 200 homens, mas, logo depois, conseguiu uma vitória decisiva contra Aníbal, que foi obrigado a se refugiar nas muralhas de Crotona. Foi nesta batalha que Tuditano jurou um templo à Fortuna Primigênia a ser construído no Quirinal se ele conseguisse derrotar o inimigo. O Templo da Fortuna Primigênia foi construído dez anos depois (184 a.C.).
Em 200 a.C., Tuditano foi um dos três embaixadores, com Marco Emílio Lépido e Caio Cláudio Nero, enviados ao rei Ptolemeu V do Egito para anunciar a derrota de Aníbal em Zama, congratulá-lo por seu apoio aos romanos e rogar por seu apoio se Roma fosse obrigada a guerrear novamente contra Filipe V da Macedônia.